# Кашкевич, Александр
Алекса́ндр Кашке́вич (бел. Аляксандр Кашкевіч; род. 23 сентября 1949, Подгайди) — бывший епископ Гродненского диоцеза, католической епархии с центром в городе Гродно (Белоруссия). Епископ на пенсии.

## Биография
Родился 23 сентября 1949 года в деревне Подгайди неподалёку от Эйшишкеса (современная Литва). Окончил Высшую духовную семинарию в Каунасе
30 мая 1976 года рукоположен во священники. После рукоположения служил приходским священником в Паневежисе. С 1981 года настоятель прихода Святого Духа в Вильнюсе.
13 апреля 1991 года папа Иоанн Павел II назначил Александра Кашкевича епископом новообразованного Гродненского диоцеза. 23 мая 1991 года рукоположен в епископы. Хиротонию совершили: Тадеуш Кондрусевич, Юозас Прейкшас и Эдвард Кисель. Епископским лозунгом выбрал фразу «Jesu in te confido» («Иисус, на Тебя уповаю» — девиз от названия соответствующей иконы).
14 июня 2006 года избран председателем Конференции католических епископов Белоруссии, которую возглавлял до 3 июня 2015 года. В составе конференции руководит Советом по делам молодежи и Советом по делам католического воспитания.
30 сентября 2024 года папа Франциск принял отставку Епископа Кашкевича.